# Sonwik
Sonwik (på dansk svarende til Solvig) er en bebyggelse ved Mørvig Bugt på Flensborg Fjords østlige bred i Flensborg-Mørvig.
Det cirka 70.000 qm store område har tidligere været en del af marineskolen i Mørvig, men blev i 1993 frigivet til civil bebyggelse. I 2002 gik investorerne i gang med at realisere projektet om et nyt boligområde under navnet Sonwik. De begyndte at renovere de gamle fredede marinebygninger ud mod fjorden og byggede en lystbådehavn med op til 375 liggepladser. Bygningerne anvendes i dag til både bolig-,erhvers- og kontorformål. Ved siden af de renoverede militærbygninger blev der også opført to mindre højhuse med luksuslejligheder. Højhusene (med navn Lee og Luv) danner nu arealets arkitektoniske midtpunkt. På bådehavnens ydermole kom der de såkaldte vandhuse til, bygget på en bro båret af bjælker ude i fjorden. Området markedsføres nu som eksklusivt bosted.
Mod syd grænser bebyggelsen op til Kilseng. Området ved Mørvig Bugt var endnu i 1930erne en populær badestrand, indtil stranden veg for udbygningen af marinestationen. På grund af strandens høje popularitet blev den også kaldt for Lille Vesterland.